# Bilopillea, Kozeatîn
Bilopillea (în ucraineană Білопілля) este localitatea de reședință a comunei Bilopillea din raionul Kozeatîn, regiunea Vinnița, Ucraina.

## Demografie
Componența lingvistică a localității Bilopillea
     Ucraineană (97,58%)
     Rusă (2,42%)
Conform recensământului din 2001, majoritatea populației localității Bilopillea era vorbitoare de ucraineană (97,58%), existând în minoritate și vorbitori de rusă (2,42%).